# Dopasia ludovici
Espèce
Synonymes
- Ophisaurus ludovici Mocquard, 1905

Dopasia ludovici est une espèce de sauriens de la famille des Anguidae.

## Répartition
Cette espèce se rencontre :
- dans les provinces de Cao Bằng, de Lào Cai, de Hà Giang et de Vĩnh Phúc au Viêt Nam ;
- au Sichuan en République populaire de Chine.

## Publication originale
- Mocquard, 1905 : Sur une collection de reptiles recueillie dans le Haut-Tonkin, par M. le docteur Louis Vaillant. Bulletin de la Société philomathique de Paris, sér. 9, vol. 7, p. 317-322 (texte intégral).